# Mozes en Aäronkerk
De Mozes en Aäronkerk, officieel gewijd aan de heilige Antonius van Padua, is een rooms-katholieke kerk aan het Waterlooplein te Amsterdam, in de Nederlandse provincie Noord-Holland. 

## Bouw
De kerk is ontstaan uit een schuilkerk. Deze werd bediend door paters franciscanen en was vanaf 1641 gevestigd aan de achterkant van de huidige kerk in het huis "Moyses" aan de Jodenbreestraat, waar een beeld van Mozes aan de gevel hing. In 1682 werd ook het aangrenzende huis "Aäron" (Aäron) aangekocht door dr. Johannes de Vroom, een medicus uit Breda, evenals het achterliggende huis aan de Houtgracht, Ook in 1682 kocht een tussenpersoon (Annetje Hendrix, weduwe van Gerrit Gijsbertsz Kalkhoven) nog een belendend pand in eigendom van David Torres. Johannes de Vroom kocht ook die twee panden in 1690. Intussen was men al begonnen met de uitbreiding van de kerk, nog voordat de koop rond was en er toestemming was verkregen van het stadsbestuur. De kerk werd in 1759 verfraaid, zowel van binnen als van buiten. Het imposante beeld van Melchizedek, halverwege de blinde muur aan de achterzijde van de kerk, is van de hand van de Belgische kunstenaar Jan Baptist de Cuyper ( 1807 - 1852 ).    
Het huidige gebouw verrees als Waterstaatskerk tussen 1837 en 1841 onder leiding van Johannes van Straaten naar ontwerp van Tieleman Franciscus Suys (1783-1861) in de stijl van het neoclassicisme, geïnspireerd op een niet uitgevoerd ontwerp van de inmiddels overleden stadsarchitect Jan de Greef voor een kathedraal op de Nieuwmarkt in Amsterdam. Dat verklaart waarom de Mozes en Aäron als enige neoclassicistische kerk in Nederland een façade met twee torens bezit. Op zijn beurt stond deze voorgevel weer model voor de eveneens door Suys ontworpen St.Jozef in Brussel (1842-1849).
Het rechthoekige kerkgebouw is een driebeukige hallenkerk met Korinthische zuilen. De voorgevel is van Bentheimer zandsteen en heeft vier Ionische zuilen in een hoog tempelportiek. Het beeld daarboven stelt de zegenende Christus voor. Twee flankerende beelden, links en rechts, zijn er niet meer. Aan de voorzijde staan twee opengewerkte getrapte torens van hout. Op elk van beide stond een beeld dat inmiddels ook verdwenen is. (Zie hieronder de ansichtkaart uit 1902.) Alle beelden waren vervaardigd door de Antwerpse beeldhouwer Jan Baptist de Cuyper (1807-1852). Ook de achtergevel is van zandsteen; deze is afgewerkt met een fronton. In de bakstenen zijgevels bevinden zich grote rondboogvensters.
Aan het gebouw zijn twee plaquettes bevestigd; het Reliëf Franz Liszt herinnert aan een concertbezoek van Franz Liszt (gevel Waterlooplein); het 8 Decembermonument (gevel Mr. Visserplein) herinnert aan de decembermoorden van 1982 in Suriname.

## Interieur
Het barokke hoofdaltaar uit circa 1700 is afkomstig uit de oude schuilkerk en bevat een schilderstuk van Jacob de Wit. Suys ontwierp in dezelfde trant de zijaltaren. Deze werden voorzien van twee 18e-eeuwse beelden en vier nieuwe, vervaardigd door De Cuyper. De kruiswegstaties zijn vervaardigd door het atelier van de beeldhouwers Van den Bossche en Crevels in harde Franse Kalksteen omlijst door marmer. Het duurde 20 jaar voordat alle staties gereed waren. Ze werden in 1921 ingewijd.
Het kerkorgel, een Frans-romantisch ontwerp van Charles Marie Philbert uit 1869/71, is gebouwd door P.J. Adema en uitgebreid in 1887. Het heeft een zevendelige orgelkas, drie manualen, 41 registers en een vrij pedaal. Vooraanstaande Franse organisten als Charles-Marie Widor en Camille Saint-Saëns kwamen het bespelen. In 1994 kwam een volledige restauratie gereed door de orgelbouwers Flentrop.

## Omgeving
Het schilderij van Lamers (zie onderaan links) toont de situatie in 1880. De gracht vooraan is de Leprozengracht en de gracht die vanaf links voorlangs de kerk loopt is de Houtgracht. Deze beide grachten werden in 1882 gedempt, waardoor het Waterlooplein ontstond.

## Functie
In 1978 werd de kerk evenals de kerk De Duif aan de Prinsengracht een toevluchtsoord voor de zogeheten 182 actievoerende "kerk-Marokkanen" en sympathisanten die er in hongerstaking gingen uit protest tegen een dreigende uitzetting uit Nederland nadat hun asielaanvragen door de toenmalige staatssecretaris van Justitie Bert Haars waren afgewezen.  Een van de actievoerders die zich beijverden voor deze groep was het latere GroenLinks-Tweede Kamer-lid Mohammed Rabbae.
Sinds 1980 was de kerk niet meer als godshuis in gebruik. In het gebouw werden culturele bijeenkomsten gehouden. In juli 2014 kondigde bisschop Jos Punt van het bisdom Haarlem-Amsterdam aan dat de kerk zou worden hersteld als katholieke kerk. Sinds 28 september van dat jaar worden er weer kerkdiensten gehouden door de Gemeenschap Sant'Egidio.

## Afbeeldingen

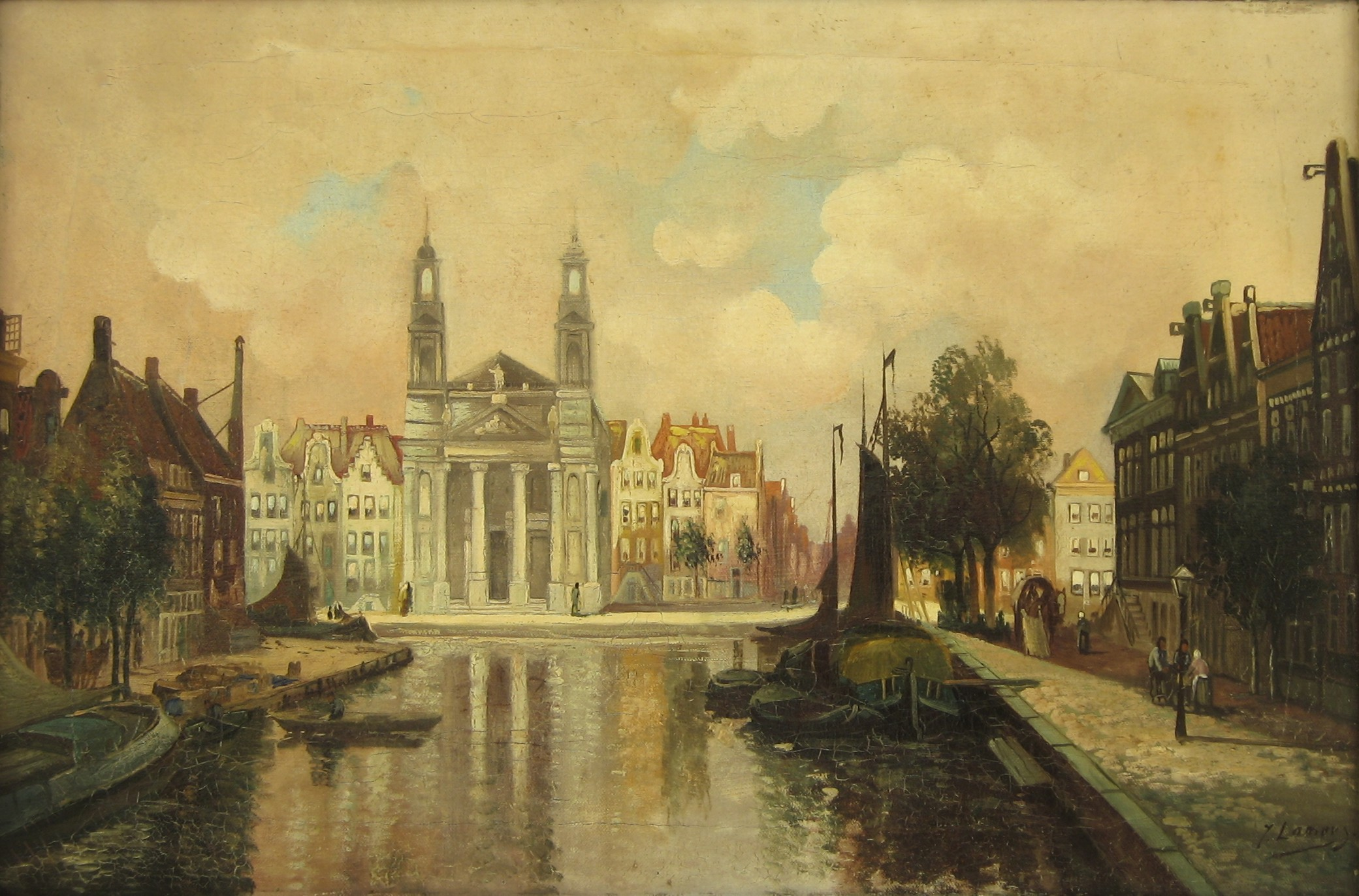
Schilderij van J. Lamers, 1880
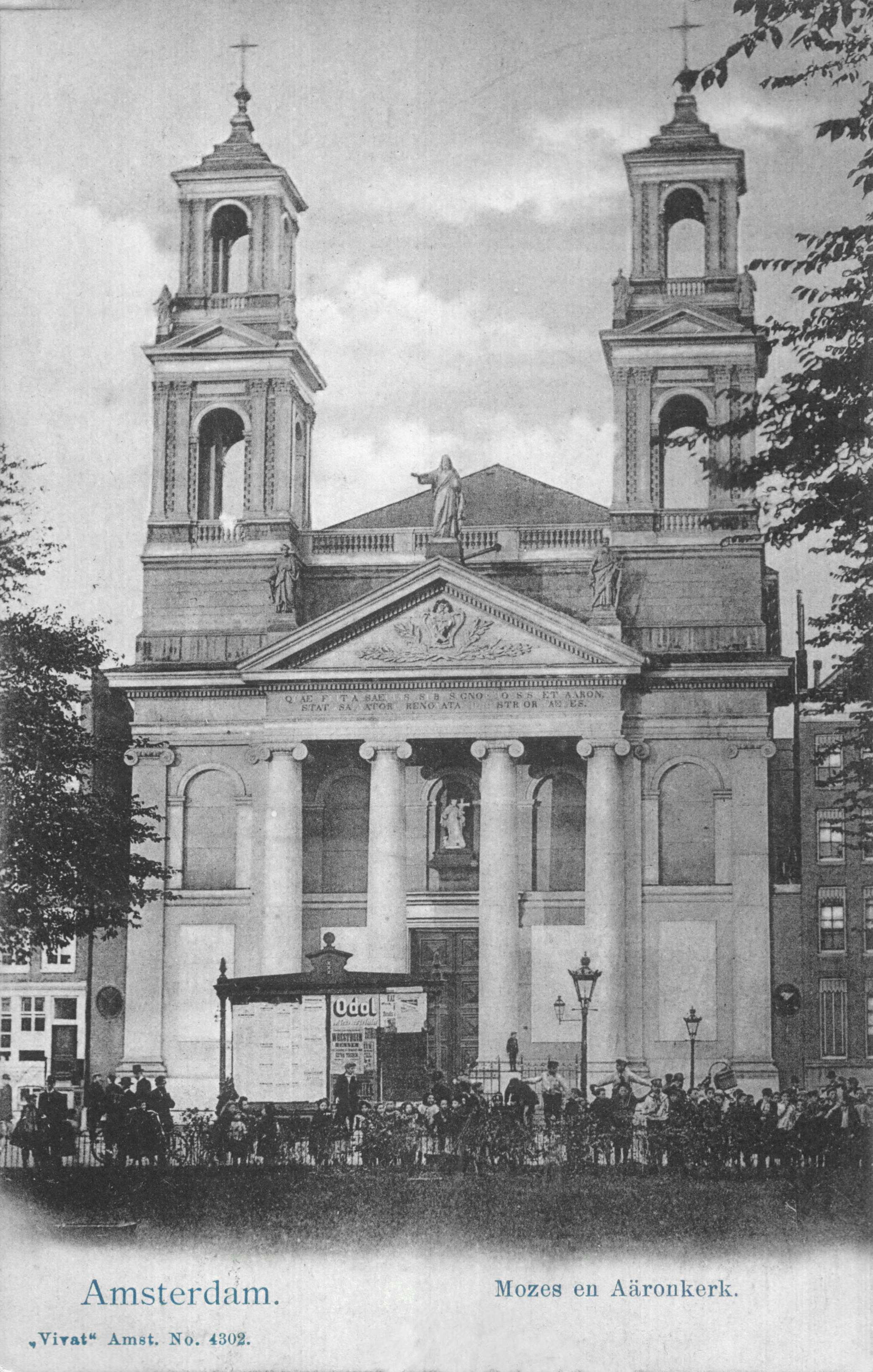
Briefkaart uit 1902
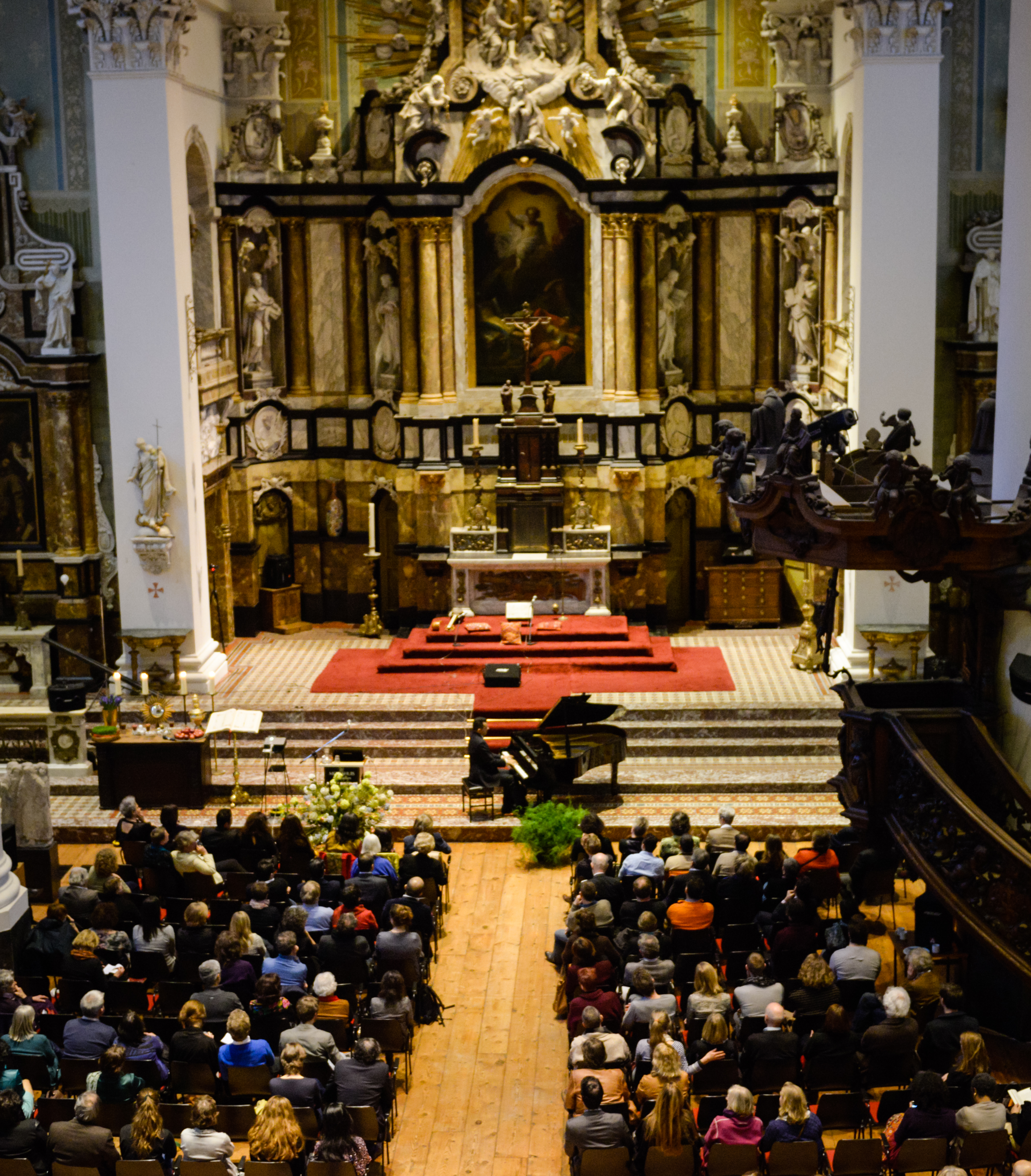
Perzisch Nieuwjaar Festival, maart 2013
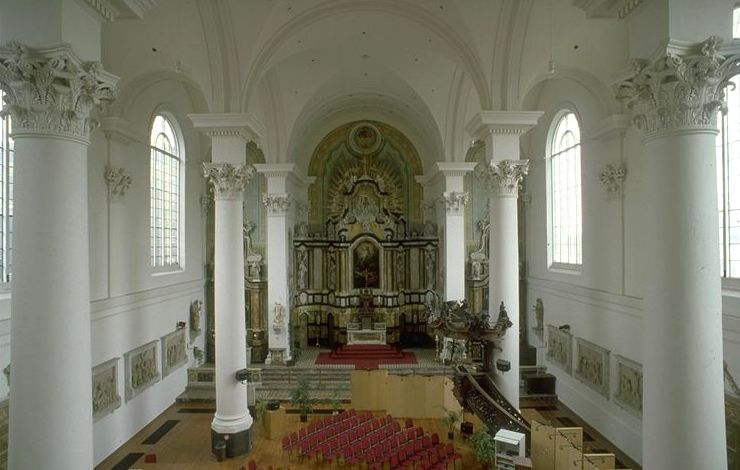
Interieur Mozes en Aäronkerk.
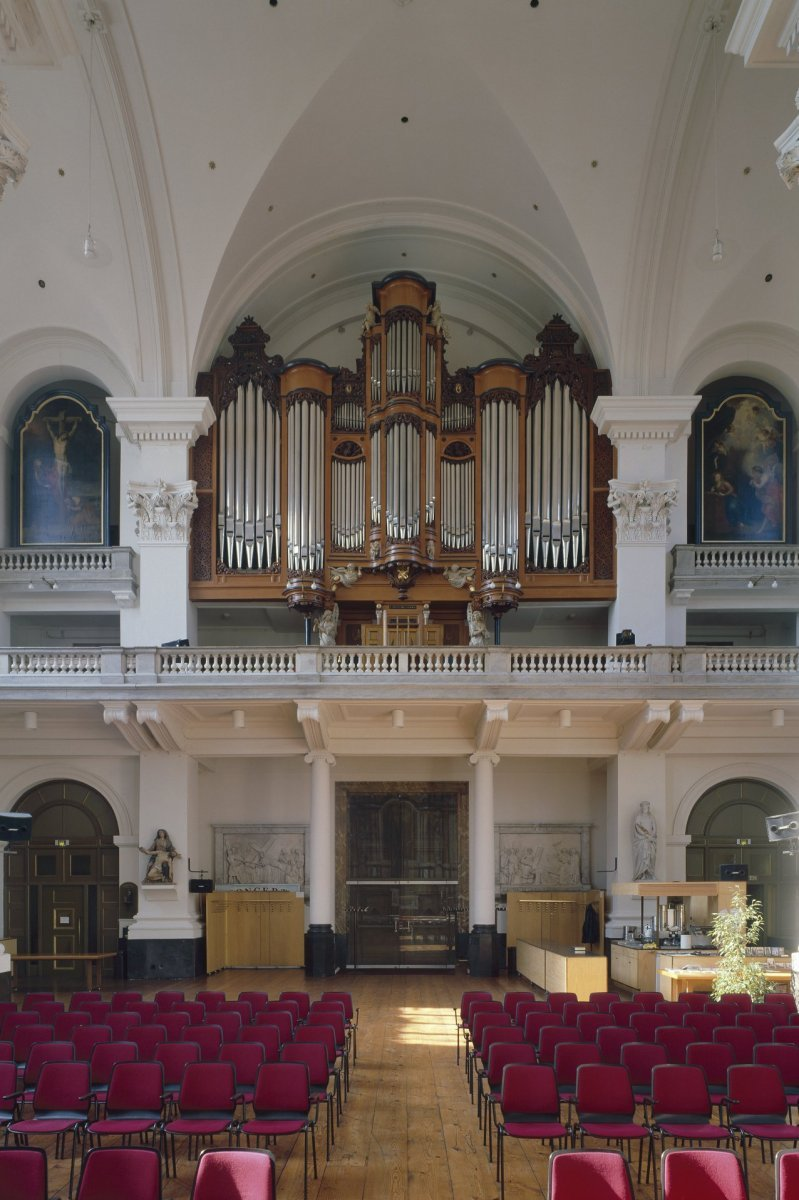
Het Adema-orgel
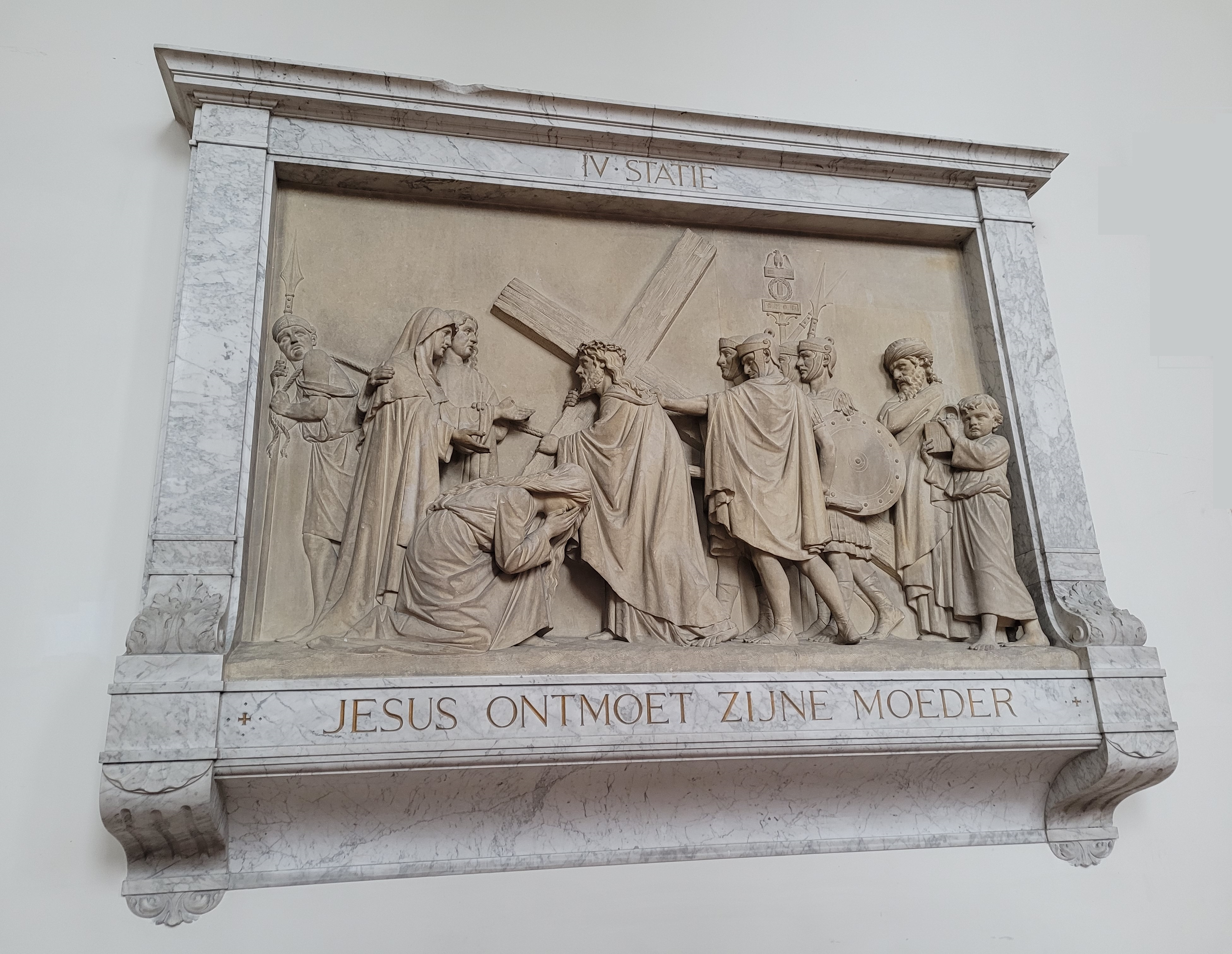
Een van de kruiswegstaties